# L'Olan
L'Olan est un grand sommet du massif des Écrins situé au cœur du parc national des Écrins. Il a été escaladé pour la première fois en 1875 mais ce sont des alpinistes comme René Desmaison et Jean Couzy qui s'y sont illustrés sur des voies difficiles au rocher parfois délité.

## Géographie

### Situation
Le sommet culmine à 3 564 mètres d'altitude dans le massif des Écrins. Il se situe à cheval sur les communes de Valjouffrey et Saint-Christophe-en-Oisans dans le département de l'Isère et de La Chapelle-en-Valgaudémar dans les Hautes-Alpes. Il domine le Valgaudemar, le Valjouffrey, et le Vénéon au cœur du parc national des Écrins.
Il est le plus occidental des sommets de plus de 3 500 mètres du massif des Écrins ainsi que de toutes les Alpes.

### Géologie
L'Olan est constitué d'un socle de granite surmonté d'un « chapeau » de gneiss. Cette double formation se voit bien de loin, en regardant la face Nord-Ouest (depuis le refuge de Font Turbat).

## Alpinisme

### Histoire

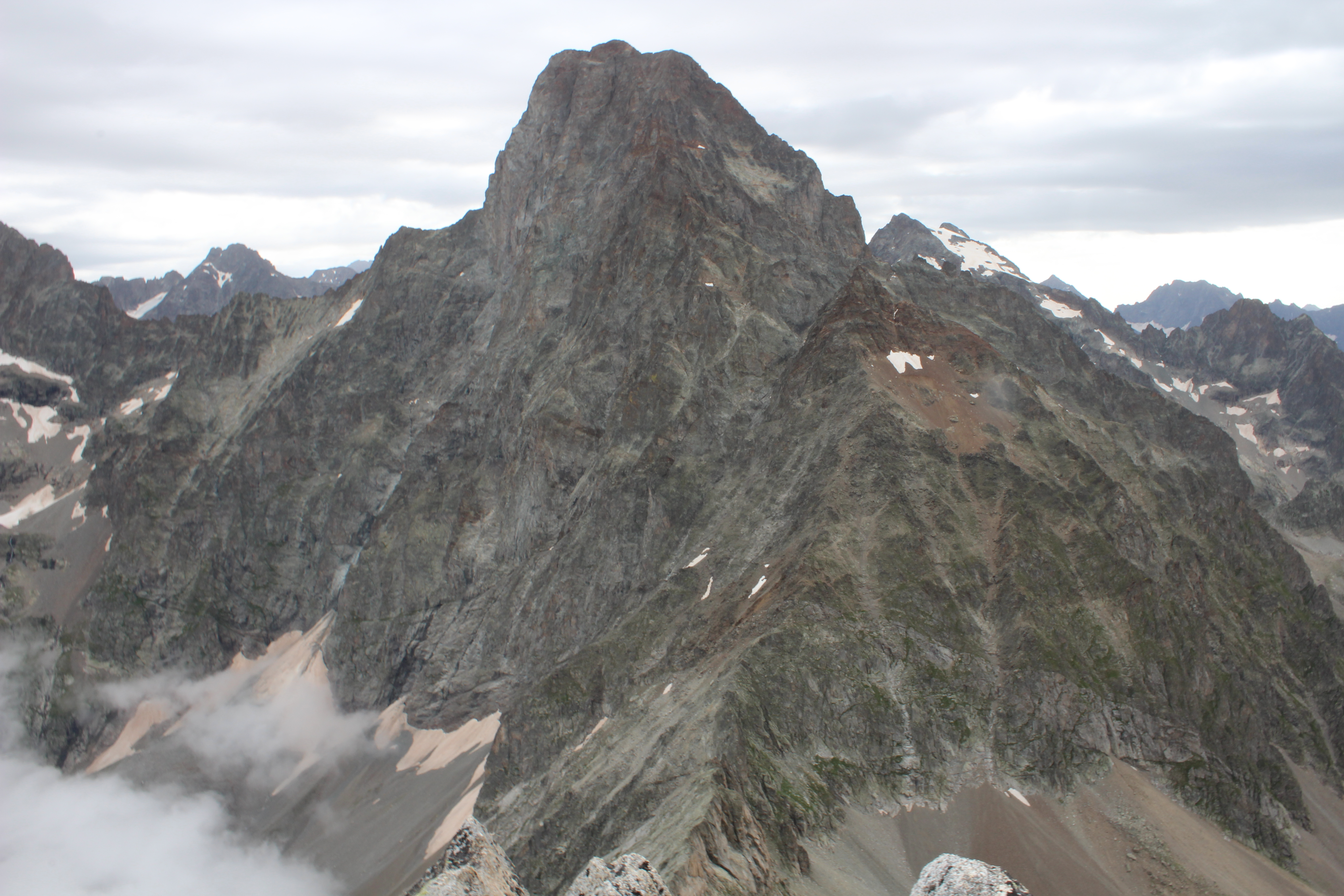
Vue de l'Olan depuis le pic Turbat.

De grands alpinistes s'y sont illustrés tels que René Desmaison et Jean Couzy, Giusto Gervasutti et Lucien Devies, ainsi que Jean-Michel Cambon et B. Francou.
Le sommet central (3 558 m) a été vaincu le 8 juillet 1875 par R. Pendlebury avec Gabriel et Josef Spechtenhauser. Le sommet septentrional, point culminant de l'Olan (3 564 m) a été escaladé pour la première fois le 29 juin 1877 par William Auguste Coolidge avec Christian Almer père et fils.
Un refuge, construit en 1957, a été complètement détruit par une avalanche dans les derniers jours de l'année 1959.
La première hivernale de la face nord-ouest est l'œuvre de René Desmaison qui ouvrit l'ère du grand alpinisme hivernal avec ses compagnons, Georges Payot, Fernand Audibert et Jean Puiseux le 20 mars 1960. La première hivernale en solitaire a été réalisée par Christophe Moulin les 4 et 5 février 1989 par la voie Couzy-Desmaison.

### Voies

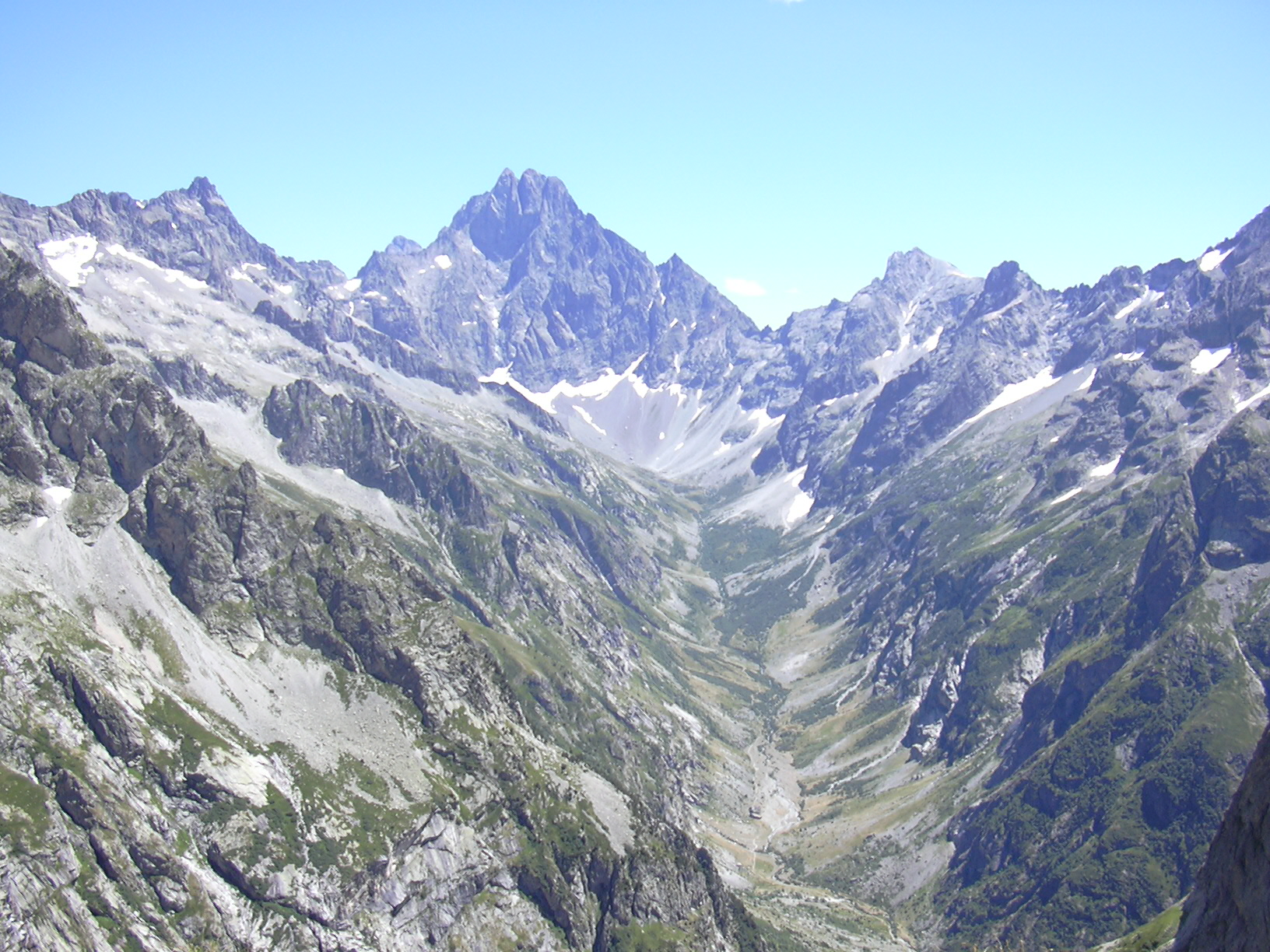
Vue du pic de l'Olan depuis un sentier menant au col des Berches dominant la vallée menant au refuge de Font-Turbat.

Les grandes classiques de l'Olan sont des voies difficiles, et la qualité médiocre du rocher les rend assez dangereuses (chutes de pierres, éboulements fréquents). Léon Zwingelstein et son compagnon de cordée y firent une chute mortelle en 1934. Côté Font-Turbat (N-W) on peut citer de gauche à droite : l'arête Nord (AD), la Couzy-Desmaison (ED), la Devies-Gervasutti (TD), et l'arête Candau (D). Côté sud-ouest on trouve le Pilier Nounours (voie moderne, TD, bien équipée par J.-M. Cambon).
Le sommet central est accessible par la voie Escarra (versant Sud de l'arête Est) depuis le refuge de l'Olan (PD) tandis que le sommet septentrional est accessible par l'arête Nord depuis le refuge de Font Turbat (PD).